# Козятин (Луцький район)
Козя́тин — село в Україні, у Луцькому районі Волинської області. Входить до складу Горохівської міської громади. Населення становить 240 осіб.

## Географія
Село розташоване на лівому березі річки Луга.

## Історія
У XIX столітті село відносилося до Підберезської волості Володимир-Волинського повіту Волинської губернії.
12 червня 2020 року, відповідно до розпорядження Кабінету Міністрів України № 708-р «Про визначення адміністративних центрів та затвердження територій територіальних громад Волинської області», село увійшло в склад Горохівської міської громади.
19 липня 2020 року, в результаті адміністративно-територіальної реформи та ліквідації Горохівського району, село увійшло до складу новоутвореного Луцького району.

## Населення
Згідно з переписом УРСР 1989 року чисельність наявного населення села становила 245 осіб, з яких 114 чоловіків та 131 жінка.
За переписом населення України 2001 року в селі мешкало 239 осіб.

### Мова
Розподіл населення за рідною мовою за даними перепису 2001 року:
| Мова       | Відсоток |
| ---------- | -------- |
| українська | 99,58 %  |
| російська  | 0,42 %   |